# Perm
Perm je závěrečnou geologickou periodou prvohor (paleozoikum) a je součástí eónu fanerozoika. Počátek permského útvaru se klade 298 milionů let (Ma) zpět do minulosti a jeho spodní hranice je vymezena ve stratotypu u Aidaralašského potoka v Jižním Uralu v severním Kazachstánu – 50 km od města Akťubinsk, kde je hranice vymezena výskytem konodonta Streptognathodus „wabaunsensis“ či Streptognathodus isolatus. Konec permu a začátek triasu je určen ve stratotypu v Mej-šan, okresu Čchang-sing (Changxing), provincii Če-ťiang, Čína – 31°3′ s. š., 119°46′ v. d., kde nastupuje konodont druhu Hindeodus parvus v evoluční linii Hindeodus latidentatus – Hindeodus parvus – Isarcicella isarcica ve vrstvě 27c. Konec permu je kladen 252 milionů let (Ma) zpět.

Útvar perm dostal název podle města Perm v Rusku. Pojmenoval ho tak britský geolog sir Roderick Murchison ve čtyřicátých letech 19. století, když studoval horniny z tamní oblasti. 

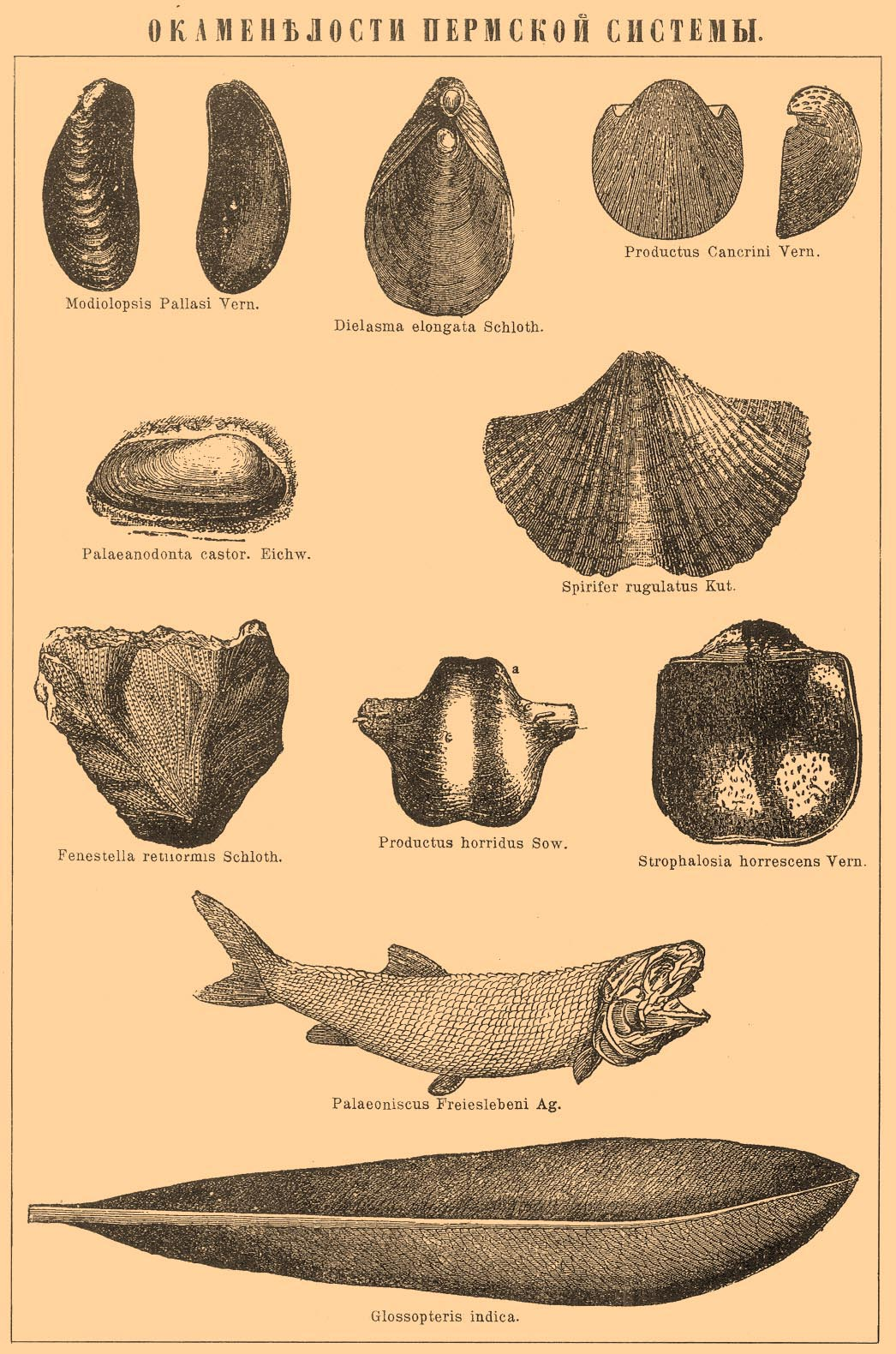
Zástupci permských fosílií

Dělení permu se stále vyvíjí, nicméně se obecně dělí na starší spodní perm (autun a saxon) a mladší svrchní perm (thuring). Dnes se přihlíží k novým nálezům, a perm se proto dělí na tři oddělení cisural (assel, sakmar, arktinsk, kungur), guadalup (road, word, capiten), loping (wuchiapig, changsing). Ve starší literatuře se kontinentální sedimenty spodního permu označují jako červená jalovina, svrchního permu jako zechstein. V alpsko-karpatské oblasti jsou detritické sedimenty nazývány verrucano. V severní Americe byl pro kontinentální spodní perm vyčleněn stupeň dunkard, pro mořský wolfcamp a leonard. Permské horniny jsou většinou pevninské červené a mělké mořské usazeniny.

## Paleogeografie
Oproti karbonu se rozložení kontinentů příliš nemění. Na jižním pólu se nacházela Antarktida, na severním Kamčatka. Přiblížení Gondwany k severoatlantickému kontinentu umožnilo migraci zástupců fauny i flóry. Na jejím severním okraji se v pásmu od Tibetu přes Írán do Turecka táhly riftové systémy v podobě mikrokontinentů. Klima se stává stále sušším (až pouštního rázu), o čemž svědčí červená barva sedimentů a četná ložiska evaporitů. Začínají ustupovat gondwanské ledovce a na konci permu jsou ledovce pouze na australském kontinentu. V oblasti dochází k mořské transgresi a nastupuje mírné klima, velmi příznivé pro uhlotvornou vegetaci. Stejně příhodné podmínky nastaly i v severovýchodní Asii. Glossopterisová flóra proniká daleko na sever (na sibiřský štít) společně se zástupci obojživelníků a plazů.

## Tektonika
Doznívá variské vrásnění ve slabých projevech sálské fázi v oblasti Evropy a na Urale. V severní Americe patří horotvorné pohyby v appalačské geosynklinále alleghanské orogenezi. Ve svrchním permu začíná i období vulkanického klidu, které přetrvává až do konce mezozoika. Vyvrásněním uralské geosynklinály dochází ke spojení evropského a sibiřského kontinentu.

## Život v Permu

### Fauna

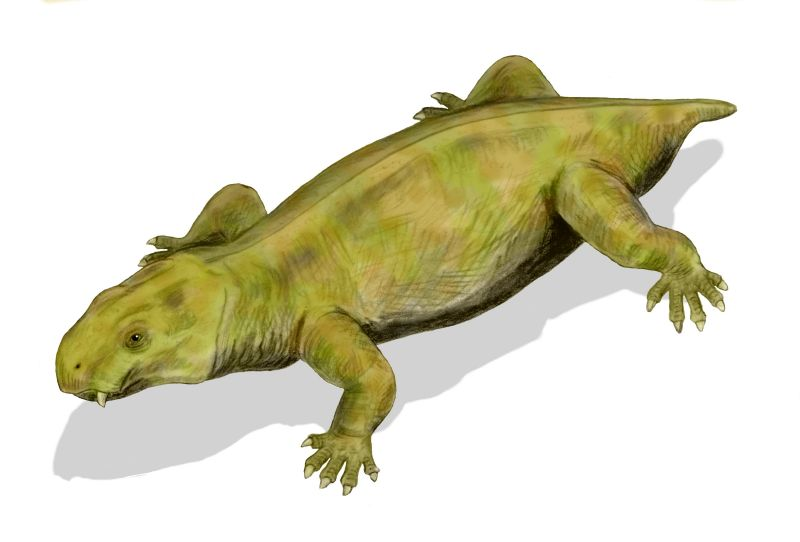
Dicynodon ze spodního permu jižní Afriky

Počátkem permu už zcela vymírají zástupci obřího hmyzu a dalších členovců, dominujících v předchozím karbonu. Pokračuje vývoj velkých foraminifer (mají i horninotvorný význam). Vymírají tabulátní a čtyřčetní koráli stejně jako stromatopory. Nastává konec dominantního postavení brachipodů v bentické fauně (Productacae, Neospirifer, Dielasma). Početné útesy tvoří mechovky. Stratigraficky významní zůstávají goniatiti (Properrinites, Medlicotta, Araxoceras), většina však během permu vymírá. Hojní jsou mlži, a to i sladkovodní, objevují se první praví amoniti. Koncem permu vymírají trilobiti, mizí i některé skupiny hmyzu (Palaeodictyoptera), jejich místo zaujímají jiné – brouci, motýli. Velmi hojní byli ostnokožci, hlavně lilijice a poupěnci. 
Perm je obdobím všeobecného rozvoje obratlovců. V moři převládají žraloci a zástupci rodu Palaeonisida, kteří měli šupiny kosočtverečného tvaru pokryté silnou vrstvou pevné hmoty zvané ganoin. Kostry těchto ryb patří mezi nejčastější paleontologické nálezy obratlovců (v ČR v boskovické brázdě a podkrkonošské pánvi). Ke konci permu téměř vymírají krytolebci (první nálezy jejich koster v ČR pocházejí z roku 1872 od Černé Hory. Bohaté naleziště objevil Josef Augusta v roce 1924 v okolí Bačova u Letovic). Známý je také severoamerický rod Diplocaulus s charakteristickou "bumerangovitou" hlavou. Pod názvem Saurichnites jsou dochovány stopy krytolebců v bahně permských močálů. 
Nejdůležitější skupinou se však stávají plazi. O období na začátku permu se dokonce někdy mluví jako o "první éře plazů". Většina patří dvěma řádům – Captorhinomorpha a Pelycosauria. První představuje nejprimitivnější plazy (býložravé i masožravé). Postupně se rozděluje na dvě větve, z nichž jedna vede přes savcovité plazy k savcům a člověku, druhá k dosud žijícím ještěrkám, želvám a ptákům. Ve svrchním permu Afriky se objevuje řád Eosuchia, nevelcí, avšak pohybliví a draví ještěři, předchůdci dodnes žijící haterie (Sphenodon, Nový Zéland). Z řádu Pelycosauria se postupně vydělují tři větve. První z nich reprezentuje rod Varanosaurus, jehož zástupci žili převážně ve vodě a živili se rybami. Druhou zastupují býložravci rodu Edaphosaurus s charakteristickými trnovitými výběžky obratlů. Masožravý rod Dimetrodon ze spodního permu Severní Ameriky (rovněž s "hřbetní plachtou") je typickým zástupcem větve třetí. Archaickou skupinu kaptorinomorfů zastupoval například severoamerický rod Labidosaurus.

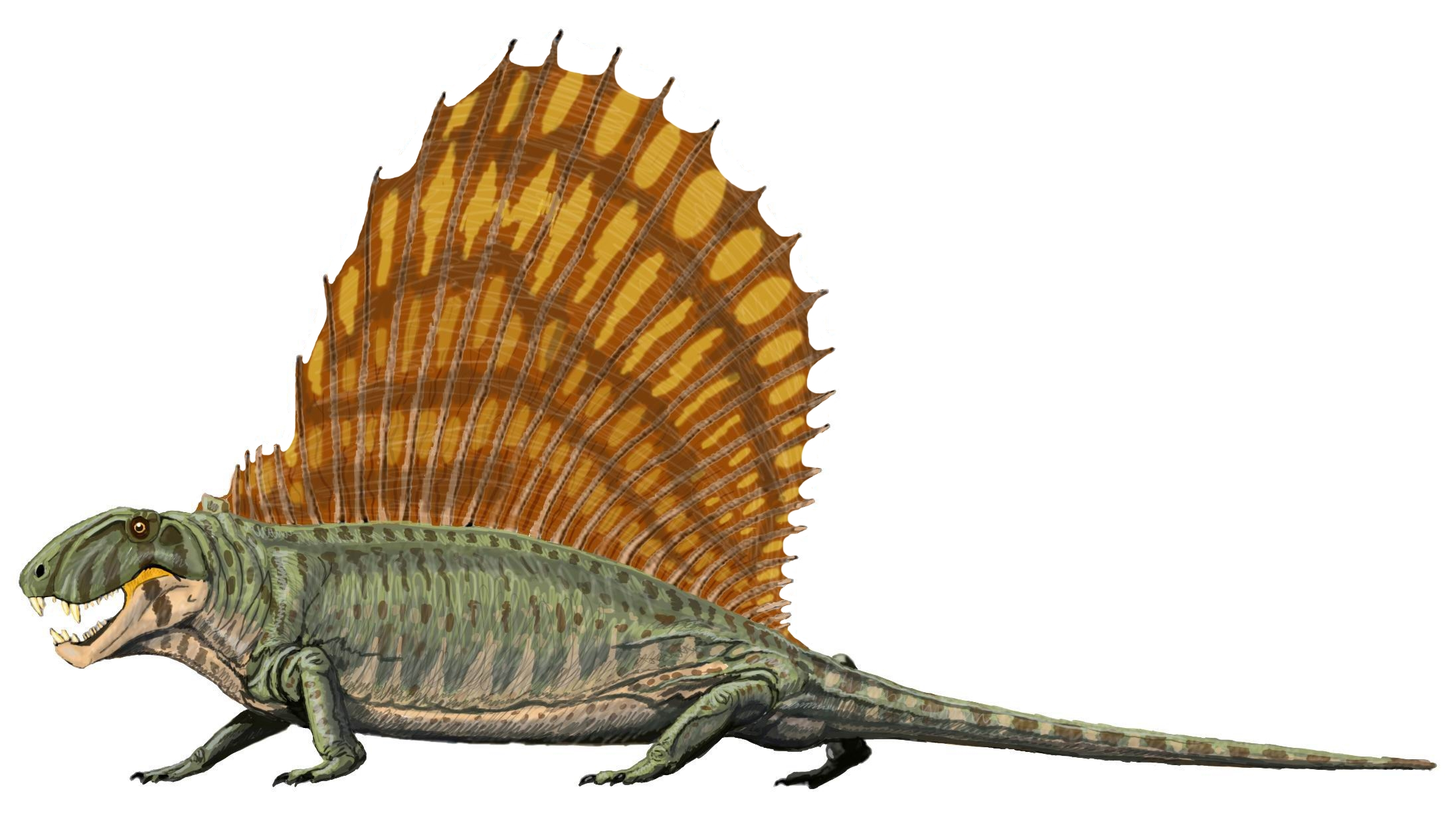
Dimetrodon grandis

Řád Pelycosauria během permu mizí v severní Americe, zatímco v Africe a Asii se z něho vyvíjí řád Therapsida. Jeho zástupci měli tělo pokryté srstí a byli teplokrevní. Byli menšího vzrůstu, měli však již řádu progresívních znaků, kterými se blížili savcům (diferenciace chrupu, menší počet kostí lebky, redukce délky a počtu žeber, končetiny dobře přizpůsobené chůzi apod.). Typickým představitelem byl například býložravý Dicynodon či dravý Cynognathus. 

### Flóra
Ve spodním permu má stále karbonských ráz s převahou výtrusných a kapraďosemenných rostlin. Naopak ve svrchním permu již dominují nahosemenné rostliny, které jsou předzvěstí nové etapy ve vývoji rostlin – mezofytika. Výtrusné rostliny náleží plavuním, přesličkám (Sigillaria, Calamites), zejména v kontinentálních sedimentech jsou hojné kapradě a kapraďosemenné rostliny (Callipteris). Na kontinentu Gondwana pokračuje vývoj glossopterisové flóry prakticky beze změn. K významným rodům angarské flóry na Sibiři patří Angaropteridium, v Číně je dominující rod Gigantopteris. Z jehličnanů jsou významné rody Lebachia, Ernestiodendron ve spodním permu, ve svrchním Ullmania a Voltzia. Rychlá silicifikace v suchém aridním klimatu často vedla ke vzniku prokřemenělých stromů (araukaritů).

### Vymírání
V průběhu permu docházelo opět k menším vymíráním "na pozadí", se ztrátou biodiverzity v rozmezí jednotek procent. Některá vymírání však mohla být i významnější. Není jisté, zda se ve všech případech jednalo o skutečná vymírání nebo spíše jen o prodlouženou mezeru ve fosilním záznamu. Větší událostí bylo vymírání na konci geologického věku guadalup (asi před 259,8 milionu let) a zejména pak na samotném konci permu před asi 251,9 milionu let. Jedná se o svým rozsahem největší známé vymírání v dějinách života na Zemi (alespoň v průběhu fanerozoika). Ještě v prvních pěti milionech let triasu přetrvávaly vyšší hodnoty oxidu uhličitého v atmosféře, přičemž se jednalo o pozůstatek klimatické katastrofy, která zasáhla biosféru na konci permu.

## Regionální rozšíření

### Asie
Větší část je tvořena tzv. angarskou pevninou, nacházející se severně od mobilní oblasti Tethydy. V limnických pánvích pokračovala sedimentace z karbonu. Vrstvy jsou uhlonosné díky mírnému vlhkému klimatu. Významné jsou kuzněcká, tajmyrská a tunguzská pánev. Zásoby uhlí v tunguzské pánvi se odhadují na miliardy tun. Mobilní oblast Tethys se táhla od Egejského moře přes Krym, Kavkaz, Írán a Himálaje do Indonésie, kde se rozdělovala na severní větev vedoucí přes Japonsko na Sibiř a jižní, pokračující přes Nový Zéland a Antarktidu do jihoamerických And. V oblasti měl perm mořský vývoj s hojnými karbonáty (typická oblast je ostrov Timor). Jihočínský pevninský blok již koncem permu pravděpodobně kolidoval se severní částí území dnešní Číny a Indočíny, jak dokládají fosilní společenstva, zkoumaná v příslušných sedimentech.

### Severní Amerika

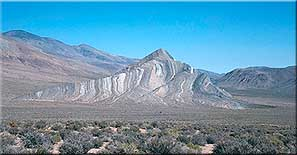
Vápencové vrstvy formace Anvil Spring, USA

Doznívá alleghanská orogeneze v appalačské oblasti. V mezihorských pánvích sedimentují červené písčité vrstvy. Střední a jižní část kontinentu pokrývají mělké mořské pánve, zasahující z Mexického zálivu. Typickou oblastí je Texas s mocností uloženin až 2000 metrů. Ve spodním permu převažují faunisticky bohaté vápencové facie, ve svrchním útesy, lagunární facie s evapority. Červeně zbarvené sedimenty se objevují s mořskou regresí na konci permu. V oblasti Kordiller patří permu významná ložiska fosfátů (vysrážených za pomocí mikroorganismů z hlubokomořských vod).

### Jižní Afrika a Jižní Amerika
Převažují kontinentální sedimenty s glossopterisovou flórou. Začínající oteplení zatlačuje ledovce a vytváří příznivé klima pro uhlonosné formace. Významné pánve jsou Karroo, konžská a brazilská. Na podložních ledovcových sedimentech spočívají limnické břidličné facie následované uhlonosnými vrstvami.

### Západní Evropa

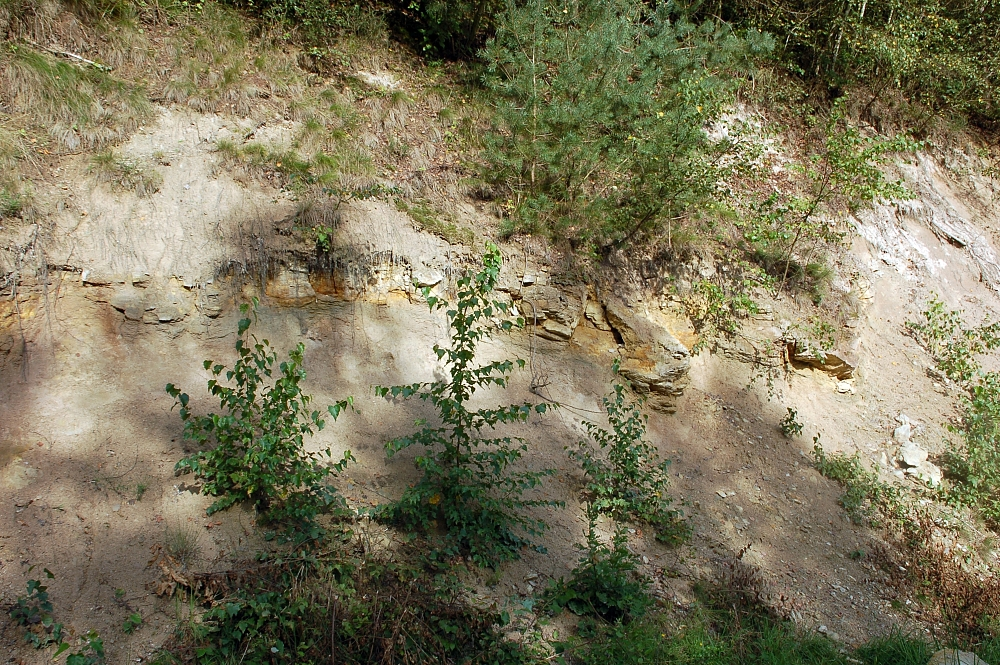
Červená jalovina, Darmstadt, Německo

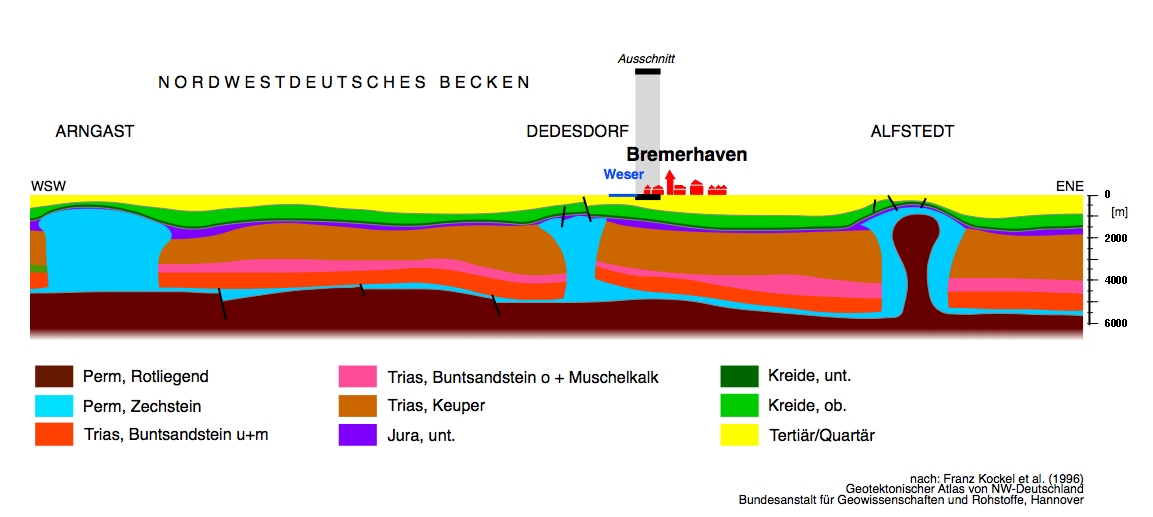
Geologický profil sz. bazénem v Německu

Intermontánní pánve jsou zanášeny netříděnými klastiky s typicky červeným zbarvením. Spodní perm je doprovázen intenzívní vulkanickou činností. V Anglii se kontinentální limnické červené sedimenty nazývají pro podobu s devonem New Red Sandstone. Ve svrchním permu vniká mezi střední Anglii a Irsko pánev s mělkovodními klastickými a karbonátickými uloženinami. Na severu Německa a Polska sedimentují střídavě kontinentální a mořské vrstvy klastik (červená jalovina – Rotliegendes) s polohami evaporitů. V zechsteinu proniklo od SZ moře, přičemž v mělkých pánvích vznikla hospodářsky významná ložiska evaporitů (sádrovec, sůl kamenná, hořečnato-draselné soli) až 1000 metrů mocná. Sedimenty zechsteinu tvoří 4 cykly:
- 1. zechsteinský slepenec, mansfeldské břidlice s Cu (Kupferschiefer), vápence (s bryozoovými útesy)
- 2. po transgresi v teplém klimatu vznikala ložiska evaporitů stassfurtské skupiny
- 3. + 4. mořské sedimenty se solnými ložisky tzv. dolnosaské skupiny, ke konci 4. cyklu s jílovci

Ve Francii byl dle autunské pánve nazván stupeň autun – pestré vrstvy s polohami šedých sedimentů (se zbytky kapraďosemenných rostlin, jehličnanů, ryb). V sárské pánvi reprezentují spodní perm skupina kuselská a lebašská. Konec spodního permu je provázen výlevy ryolitových láv s akumulacemi tufů. 

### Alpy
Nejúplnější sled je znám v Karnských Alpách – spodnopermské vápence, klastika, po hiátu (sálská fáze) brekcie, grödenské vrstvy, belerofontové vápence. Pestré klastické sedimenty v oblasti hory Monte della Verruca daly pojmenování těmto vrstvám verukáno.

### Západní Karpaty
Kontinentální klastika červené barvy představují molasovou formaci. Sledy jsou velmi chudé na organické zbytky. Rozsáhlá vulkanická činnost zahrnuje přechod od kyselých (ryolity, dacity gemerika a veporika) po bazické členy (bazalty hronika).

### Východní Evropa
Vyvrásnění uralské geosynklinály přesunulo sedimentační prostor do předuralské pánve, spojující moře Tethys s dnešní arktickou oblastí. Klastika mají mocnost až 5000 metrů. Tvoří se ložiska soli kamenné a draselných solí. Jedná se o klasickou oblast permu, kde byl poprvé vyčleněn jako samostatný geologický útvar (název podle města Perm).

### Český masív
V pánvích většinou sedimentace navazuje na karbonskou. Polopouštní klima se střídalo s vlhčími obdobími, kdy se ukládaly šedé sedimenty a slojky uhlí). Prostor většiny pánví se postupně zmenšoval a nastává údobí peneplenizace Českého masívu.
- středočeský permokarbon – permu patří líňské souvrství s pískovci, prachovci, jílovci s hojnými tufitickými vložkami
- dolnoslezská pánev
  - chvalečské souvrství – stáří autun, slepence, pískovce, prachovce, jílovce, vápence
    - vernéřovické vrstvy
    - bečkovské vrstvy

  - broumovské souvrství – pískovce, prachovce, uprostřed s melafyrovými a ryolitovými lávami a pyroklastiky až stovky metrů mocnými
    - novorudské vrstvy – monotónní vývoj
    - olivětínské vrstvy – pestré sedimenty, hojné organické zbytky
    - martínkovické vrstvy – monotónní vývoj

  - trutnovské souvrství – saxon, následuje po hiátu (sálská fáze), brekcie, slepence
  - bohuslavické souvrství – thuring, pískovce, arkózy, bez organických zbytků
- podkrkonošská pánev – známá hojnými melafyry s peckami polodrahokamů (Kozákov, Nová Paka)
  - vrchlabské souvrství – aleuropelity, pískovce, rudnický obzor – slabá ložiska Cu-rud, rybí fauna
  - prosečské souvrství – jezerní sedimenty, příměs tufitů
  - chotěvické souvrství – po hiátu, pískovce, arkózy, slepence, prachovce
  - trutnovské a bohuslavické souvrství zasahující z pánve dolnoslezské
- blanická brázda – pískovce, prachovce a jílovce stáří autun, uhelné slojky (České Budějovice, Vlašim, Kostelec nad Černými lesy), posledním členem jsou bulánské slepence bez známých zkamenělin
- boskovická brázda – spodnopermská klastika mají mocnost až 1000 metrů (rokytenské slepence představují náplavové kužele okraje pánve), šedé horizonty s vložkami vápenců a pelitů jsou velmi bohaté flórou a faunou (Boskovice, Letovice) – hlavonožci, ryby, hmyz (klastická lokalita Obora u Svitávky), na rozdíl od blanické brázdy chybí vulkanické sledy
- poorlická pánev – až 700 m mocný sled pískovců, slepenců, jílovců, stratigraficky patří autunu – saxonu (chybí organické zbytky)
- brandovská pánev v Krušných horách – pestré vrstvy pískovců, slepenců, jílovců, s příměsi tufitů jsou snad stáří autun